# باشگاه فوتبال نوبهار نمنگان
باشگاه فوتبال نوبهار نمنگان (به ازبکی: Navbahor Namangan Futbol Klubi) یک باشگاه ورزشی در شهر نمنگان در کشور ازبکستان می‌باشد که تیم فوتبال آن در لیگ برتر فوتبال ازبکستان بازی می‌کند.
این باشگاه در سال ۱۹۷۸ تأسیس شده‌است.

## نام
نام نوبهار به‌معنای بهار تازه برگرفته از زبان فارسی-تاجیکی است.

## افتخارات

### داخلی
- لیگ ازبک: ۱
  - قهرمان: ۱۹۹۶
  - مقام سوم: ۱۹۹۳, ۱۹۹۴, ۱۹۹۵, ۱۹۹۷, ۱۹۹۸, ۱۹۹۹, ۲۰۰۳, ۲۰۰۴
- جام حذفی ازبکستان: ۳
  - ۱۹۹۲, ۱۹۹۵, ۱۹۹۸
- سوپر جام ازبکستان: ۱
  - ۱۹۹۹

### بین‌المللی
- جام برندگان جام آسیا:

۱۹۹۹–۲۰۰۰: چهارم